# Токачкови
 Тази статия е за представителите на семейството птици.  За село Токачка вижте Токачка.  
Токачковите (Numididae) са семейство птици от разред Кокошоподобни, наподобяващи сродните дивечови птици фазани, кокошки и пуйки.
Това е африканско семейство от хранещи се с насекоми и семена, гнездящи на земята птици, подобни на яребици, но с неоперени глави и искристо сиво оперение. Те са моногамни – двойките се събират за цял живот. Поне три от видовете са слабо изучени.
Токачковите са големи птици, достигащи 40-75 cm на дължина и 700-1600 г на тегло.
Обикновената токачка е опитомена и разпространена извън естествения си ареал, например в южна Франция и в Карибските острови. Токачковите се отглеждат и в България с изключение на Бургаска област. (По данни на зооинж. Боряна Узунова, ''За животните и хората'', 1991, изд. МФ).

## Списък от видове в таксономичен ред
Семейство Токачкови
- Род Agelastes
  - Вид Белогърда токачка, Agelastes meleagrides
  - Вид Черна токачка, Agelastes niger
- Род Numida – Токачки
  - Вид Обикновена токачка, Numida meleagris
- Род Guttera
  - Вид Качулата токачка, Guttera plumifera
  - Вид Гребенеста токачка, Guttera pucherani
- Род Acryllium
  - Вид Лешоядова токачка, Acryllium vulturinum